# Ksawerynów (województwo lubelskie)
Ksawerynów – wieś w Polsce położona w województwie lubelskim, w powiecie łukowskim, w gminie Wola Mysłowska.
W latach 1975–1998 miejscowość administracyjnie należała do województwa siedleckiego.
Wieś stanowi sołectwo w gminie Wola Mysłowska. Według Narodowego Spisu Powszechnego z roku 2011 wieś liczyła 141 mieszkańców.
Jednostka OSP ze wsi Ksawerynów była najlepszą drużyną w zawodach sportowo-pożarniczych w 2006 r. 
Wierni Kościoła rzymskokatolickiego należą do parafii Niepokalanego Serca Najświętszej Maryi Panny w Wilczyskach lub do parafii św. Antoniego Padewskiego w Wandowie.